# Cloreto de n-pentila
Cloreto de n-pentila ou 1-Cloropentano é um haleto de alquila de fórmula C5H11Cl. É um dos cinco isômeros do cloropentano.